# 欧克利迪斯-达库尼亚-保利斯塔
欧克利迪斯-达库尼亚-保利斯塔是巴西圣保罗州的一个市镇。总面积577.122平方公里，总人口10214人，人口密度17.7人/平方公里。